# Rubus incurvatiformis
Rubus incurvatiformis är en rosväxtart som beskrevs av Eric Smoothey Edees. Rubus incurvatiformis ingår i släktet rubusar, och familjen rosväxter. Inga underarter finns listade i Catalogue of Life.